# Platysenta videns
Platysenta videns là một loài bướm đêm trong họ Noctuidae.